# Motorsport i Italien
Italien är ett land förknippat med stora framgångar inom diverse motorsport, och framförallt för Scuderia Ferrari i formel 1, samt Italiens Grand Prix inför de passionerade Ferrarisupportrarna kallade tifosi.

## Evenemang

### Italiens Grand Prix

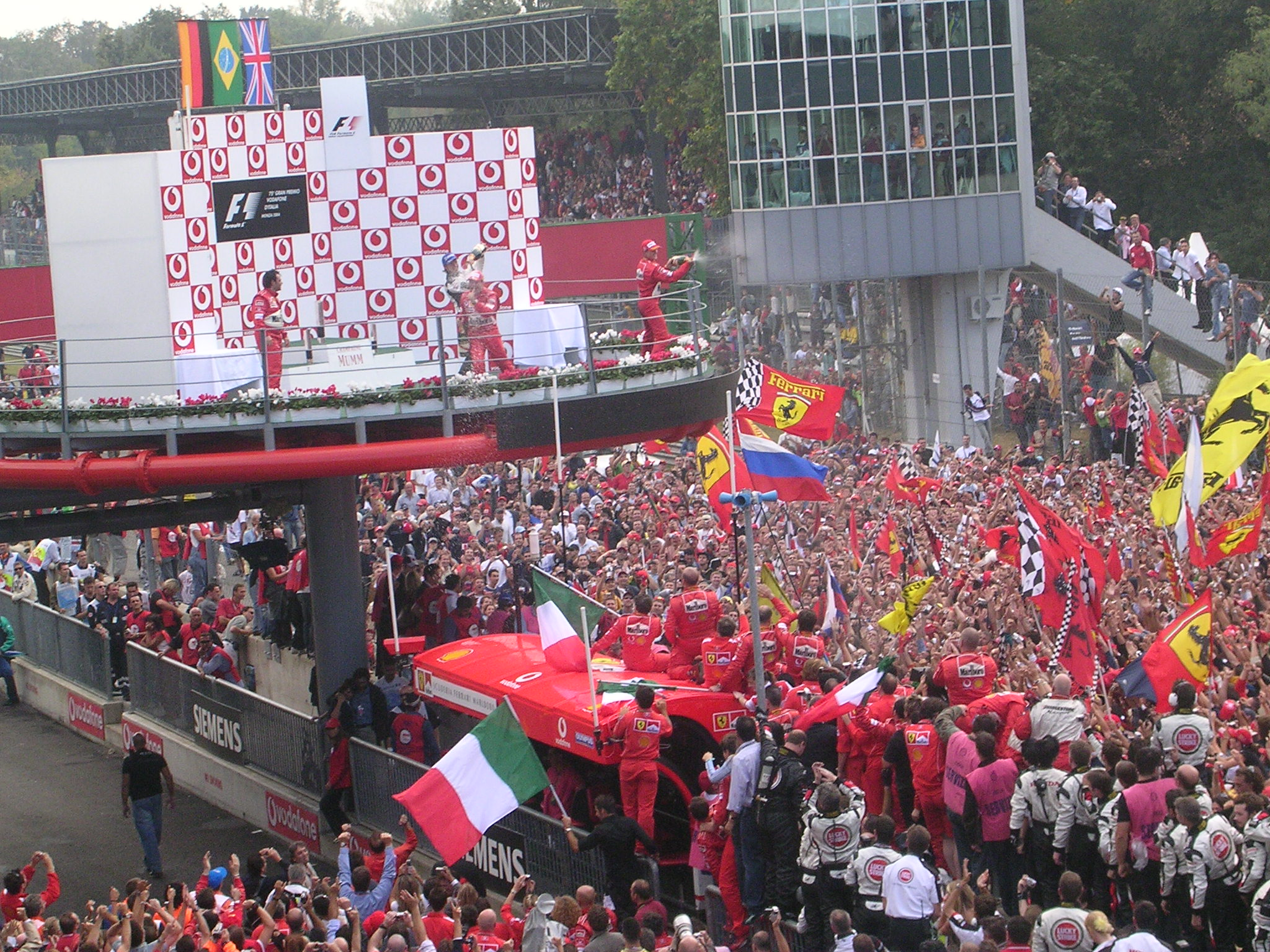
Det enorma publikintresset för Italiens Grand Prix visas här efter Ferraris dubbelseger 2004. Loppet vinnare Rubens Barrichello är trefaldig vinnare av tävlingen.

Italiens Grand Prix är det Grand Prix-loppet som körts flest gånger på samma bana, vilket är högfartsbanan Autodromo Nazionale di Monza. Banan var den första relativt korta banan som byggdes på permanent basis för att hålla tävlingar, och redan innan andra världskriget var den tillsammans med Tysklands Grand Prix det Grand Prix-loppet som var mest prestigefyllt. Förkrigstidens största förare tillhörde vinnarna i Italiens Grand Prix, och Alfa Romeo vann tävlingen flera gånger med Tazio Nuvolari och Luigi Fagioli som förare. Efter det dominerades den senare halvan av 1930-talet av tyska bilar, innan både Tyskland och Italien gick ut i andra världskriget.
Efter krigsslutet hade Italien inte alls samma sanktioner mot sig som den styckade tyska nationen, och redan 1947 hölls Italiens Grand Prix igen. Dock dröjde det till 1949 innan Monza fick tillbaka tävlingen, och då kunde Alberto Ascari ta den första segern för Ferrari som konstruktör. 1950 grundades ett världsmästerskap för förare, senare känt som formel 1-VM, och Monza stod som värd för finalen, där Alfa Romeos Giuseppe Farina kunde säkra VM-titeln genom segern. 
Italien har arrangerat formel 1 varje år sedan VM instiftades, och Ferrari har alltid varit det mest populära teamet. Det är tradition på Monza att publiken invaderar banan inför prisutdelningen, vilket genomförs utan bråk trots den stora folksamlingen. Det gör att tävlingen och prisutdelningen får en unik atmosfär, och tävlingen är det race där publiken kommer närmast förarna. 
Monza som bana har med sina höga farter varit scen för fyra dödsolyckor inom formel 1. Den första var 1961, när Wolfgang von Trips kolliderade med Jim Clark, och körde in i en folkmassa som var olämpligt placerade vid sidan av banan, vilket dödade von Trips och ett flertal åskådare. 1970 förlorade Jochen Rindt bromsförmågan på sin Lotusbil och kraschade handlöst i ett räcke, och avled. Det gjorde att Lotus bannlystes från deltagande i 1971 års tävling, ett race som kom att bli formel 1:s allra snabbaste ända fram till att rekordet slogs 2003. Peter Gethin vann med en hundradel av en sekund före Ronnie Peterson, och de fem första gick i mål inom en sekund. De enorma farterna gjorde att tre chikaner installerades året efter, men 1978 skedde en tragedi igen, då ovan nämna Peterson, som var trefaldig vinnare av tävlingen, blev påkörd bakifrån efter att bilar längst bak blivit startflaggade medan de fortfarande rullade fram till starten. Peterson drabbades av komplicerade benbrott, och drabbades av emboli under natten på sjukhuset och avled. I 2000 års tävling träffades funktionären Piero Ghislimberti av ett hjul i huvudet från en masskrasch på första varvet, vilket fick honom att avlida efteråt.
Trots dessa olyckor har säkerheten kring Monza förbättras, och även om avåkningszonerna är begränsade så är bilarna tillräckligt säkra för att förare ska klara sig ifrån högfartsolyckor relativt oskadda.

### San Marinos Grand Prix

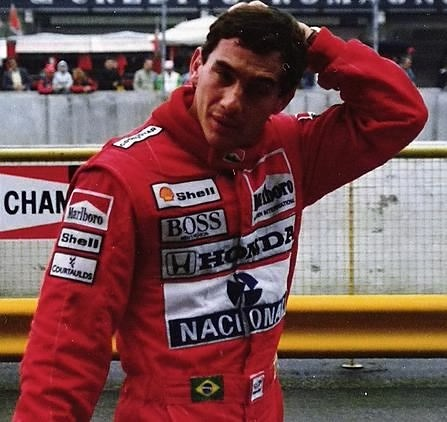
Ayrton Senna i samband med San Marinos Grand Prix 1989. Fem år senare avled han i en olycka i samma tävling.

Imola fick arrangera Italiens Grand Prix säsongen 1980, men Monza var populärare som bana och var mer klassisk, vilket fick Italiens Grand Prix att återvända till 1981. Imola var dock såpass populär att den kom att få arrangera ett lopp vid namn San Marinos Grand Prix mellan 1981 och 2006. 
Tävlingen är mest ihågkommen för den tragiska helgen 1994, då först Roland Ratzenberger och sedan superstjärnan Ayrton Senna förolyckades inom ett dygn. Sennas död påverkade formel 1 oerhört, och Imola byggde till flera chikaner för att undvika liknande olyckor. I båda fallen gick förarna av i hög fart i områden utan större avåkningszoner, vilket hindrade farten från att minska. Samma helg inträffade flera andra olyckor med personskador, och Sennas olycka slutade till och med med en italiensk rättegång mot hans stall Williams, som dock frikändes.
Loppet var välbesökt och stödet för Ferrari var lika stort som på Monza, men ekonomiska problem fick banan att strykas efter 2006 års lopp. Lokala banker hade hindrat banan från att gå i konkurs under de sista åren, men investerare hittades, och faciliteterna kunde uppgraderas till att fortfarande hålla internationell standard. Formel 1 har dock inte återvänt till banan. 

## Roadracing

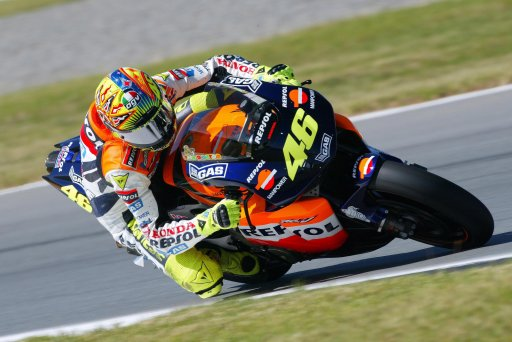
Valentino Rossi, mångfaldig världsmästare, på en Honda i början av sin MotoGP-karriär.

Italien är den mest framgångsrika nationen inom roadracing överhuvudtaget, med flest Grand Prix-vinster av alla nationer. MV Agusta är den tillverkare som vunnit 500cc/MotoGP flest gånger, och de tog arton raka VM-titlar mellan 1956 och 1973. De flesta av titlarna togs av de brittiska stjärnorna John Surtees, Mike Hailwood och Phil Read, men även Gary Hocking från Rhodesia vann en VM-titel på en MV Agusta. Den mest kände föraren under epoken var dock italienaren Giacomo Agostini som vann sju raka VM-titlar mellan 1966 och 1972. Agostini dominerade även 350cc-klassen under samma tidsperiod, och anses ofta som den bästa föraren någonsin. 
Efter att Agostini slutat nådde italienska förare inte samma framgångar i de stora klasserna, även om de ofta dominerade 125cc-klassen. Marco Lucchinelli och Franco Uncini vann 500cc 1981 respektive 1982, men efter det dröjde det nästan tjugo år innan en italienare kunde ta den finaste titeln igen. Max Biaggi vann 250cc-klassen fyra år i rad mellan 1994 och 1997, och tippades bli den nya italienska storstjärnan, men Valentino Rossi kom ifrån fantastiska resultat och VM-titlar i både 125cc och 250cc-klasserna under slutet av 1990-talet. Rossi och Biaggi hade flera tuffa fighter på banan, och hamnade i luven på varandra. Mot slutet av säsongen 2001 tog dock Rossi ett grepp som han inte släppte, och tog sin första titel. Efter det vann han fyra år i rad, först på en Honda, men sedan också två raka titlar för Yamaha, vilket han upprepade 2008 och 2009. 
I modern tid är Ducati den mest framgångsrika italienska tillverkaren av tävlingsmotorcyklar. Man har fokuserat på fyrtaktare, där man vunnit Superbike-VM med bland annat Doug Polen, Carl Fogarty, Troy Corser och Troy Bayliss. Ducatis satsning på MotoGP inleddes 2003, och med Loris Capirossi som förare kunde man vinna åtta VM-deltävlingar under de fyra första säsongerna, innan Casey Stoner tog över som stjärna och blev världsmästare 2007. Efter det har Stoner varit en toppförare, men ofta haft problem med en elak motorcykel som andra förare varit hopplöst långsamma på.
Förutom Ducati och MV Agusta, har även Moto Guzzi och Aprilia varit framgångsrika i Grand Prix-sammanhang, och speciellt Aprilia dominerade 125cc och 250cc-klasserna under 1990-talet och 2000-talets första decennium, innan 250cc lades ned efter säsongen 2009.
Italien har ända sedan VM:s grundande arrangerat en eller flera VM-deltävlingar. Italiens Grand Prix hette länge Nationernas Grand Prix
, vilket var en officiell hederstitel, då loppet ansågs vara ett av de finaste på kalendern. Till en början arrangerade Monza tävlingarna, men efter Jarno Saarinens och Renzo Pasolinis gemensamma dödskrasch 1973 försvann Monza av säkerhetsskäl, och Mugello och Misano har varit de huvudsakliga arrangörerna sedan dess. Mugello håller Italiens Grand Prix i dagsläget, medan Misano arrangerar San Marinos Grand Prix. Dessutom arrangerar Italien tre deltävlingar i Superbike-VM, med Monza, Misano och Imola som arrangörer.

## Rally

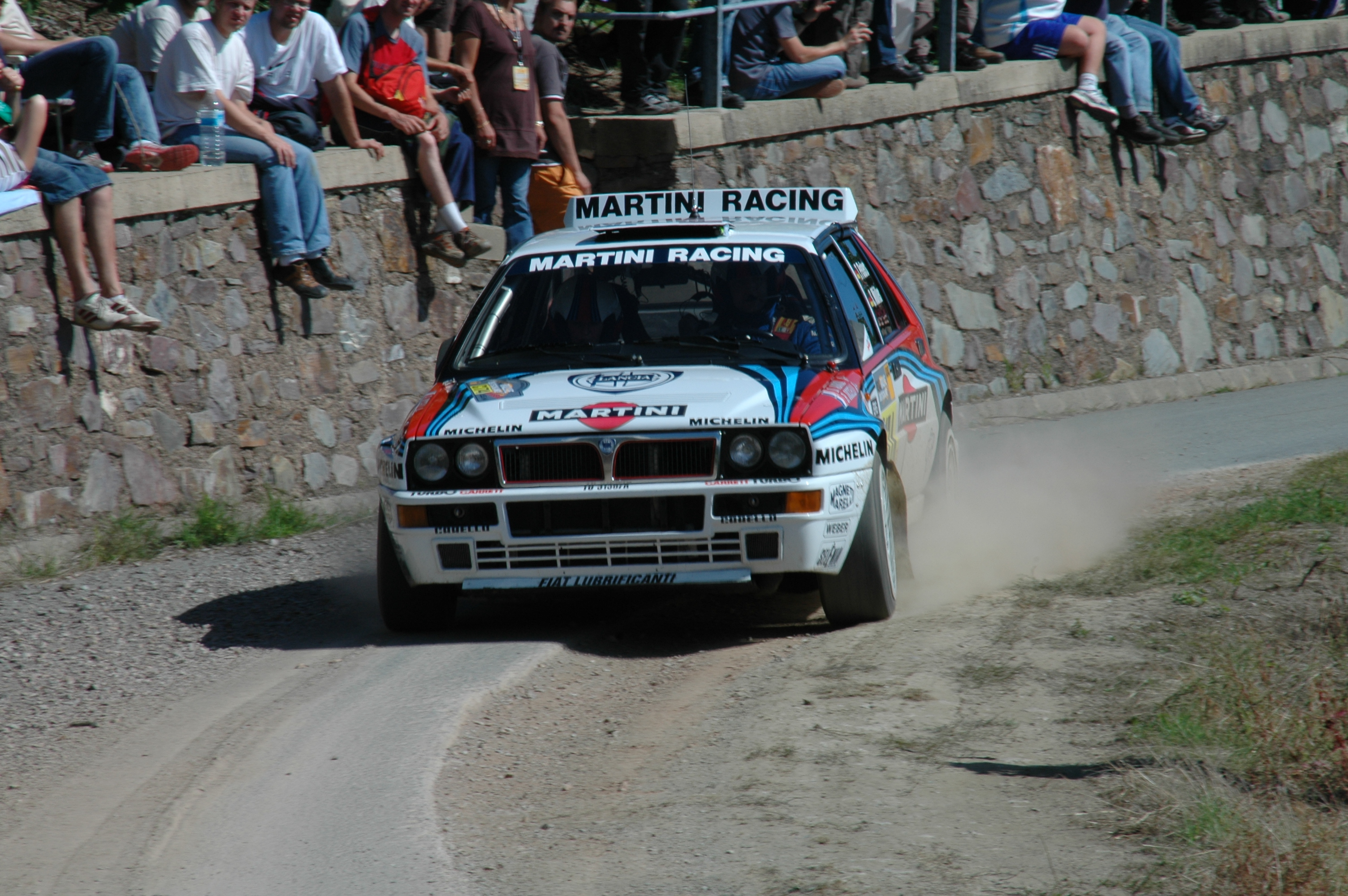
Lancias rallybil Delta Integrale visas upp på det tyska VM-rallyt 2007.

Italien är mest berömt för att arrangera San Remo-rallyt, som är en tävling i norra delen av landet. Från 1961 arrangerades tävlingen årligen, och blev VM-arrangör 1973, vilket den var konstant ända fram till 2003. Från början hölls tävlingen blandat mellan grus och asfaltsunderlag, vilket gjorde tävlingen till en nästan unik utmaning. Från och med 1997 arrangerades tävlingen bara på asfalt, vilket öppnade för asfaltsspecialister att vinna flera tävlingar. San Remo blev av med sin VM-status efter säsongen 2003, då Rally Sardinien tog över arrangörskapet för VM. Sardinien bjöd på ett typiskt sydeuropeiskt grusrally, med tuffa vägar och mycket lösgrus. Efter några år började Sardiniens framtid som VM-arrangör ifrågasättas, då promotorn ville flytta rallyt tillbaka till det italienska fastlandet. San Remo-rallyt ingick efter sin VM-period i Intercontinental Rally Challenge, där man återgick till traditionen med mixade underlag.
Sportsligt sett så är Italien mest känt för Lancias och Fiats framgångar. Lancia vann konstruktörs-VM vid tio tillfällen, samt tog 73 delsegrar, vilket Ford slog först 2010. Sandro Munari blev den första italienska världsmästaren, när han tog den inofficiella titeln 1977. Efter det vann de utländska förarna Markku Alén och Walter Röhrl varsin VM-titel för Fiat, innan Lancia tog över och var den enda italienska tillverkaren som tog upp kampen med Peugeot och Audis Grupp B-bilar under mitten av 1980-talet. Det var dock först efter att Grupp B:s bilar försvann efter Lancias Henri Toivonens fatala krasch på Korsika 1986, som Lancia inledde sin dominans. De andra tillverkarna drog i de flesta fallen sig ur mästerskapet, och Juha Kankkunen vann VM för Lancia 1987 och 1991, medan italienaren Miki Biasion tog hem titeln 1988 och 1989. Efter att Biasion och Kankkunen lämnat Lancia, var det Didier Auriol som var stallets stjärna, och han vann sex VM-deltävlingar under 1992, utan att lyckas vinna VM. I mitten av 1990-talet drog sig Lancia ur VM, och efter det har bara asfaltsspecialisten Piero Liatti nått några framgångar från italienskt håll.

## Sportvagnstävlingar

### Mille Miglia

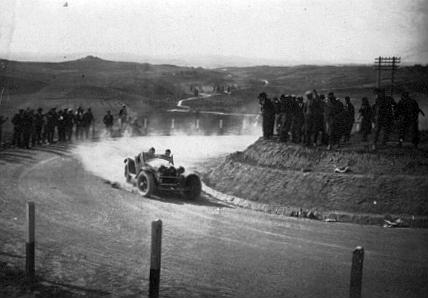
Mille Miglia år 1932.

Mille Miglia var en unik tävling i det avseendet att förarna körde ett långt höghastighetsrally med tävlingsbilar på tuffa italienska vägar. Framförallt italienska bilar dominerade, med berömda insatser av framförallt Tazio Nuvolari och Alfa Romeo som ihågkomna. Tävlingen hölls över 1000 engelska mil, vilket motsvarar 1609 kilometer. Ofta körde förare ensamma, även om de hade med sig en andreförare som ibland fick hoppa in och köra, men oftast fungerade som mekaniker och reserv om något skulle hända eller föraren bli trött. Förare som Nuvolari och Achille Varzi var dock så intresserade av att vinna att de körde helt själva, vilket så småningom kom att bli modellen. 
Tävlingen var oerhört populär publikmässigt, men 1957 gick intresset för långt och åskådare dog under vägen för att de sprang över vägen när bilar kom. Till slut skedde den mest tragiska olyckan, där Alfonso de Portagos Ferraris bakdäck punkterades och han slungades ut i publiken, där han själv, passageraren och tretton åskådare avled. Efter det lades tävlingen ned, då farterna blivit alldeles för höga, och säkerhetsläget var alltför dåligt.

### Targa Florio
Targa Florio var en endurancetävling som kördes på bestämd bana på Sicilien. Namnet användes första gången 1906, men vid tävlingens sista årgång 1977 såg tävlingen helt annorlunda ut. I början av tävlingens historia körde man runt hela ön, innan man övergick till att använda sig av en 72 kilometer lång slinga uppe i bergen. Targa Florio var från början mest en nationell tävling, och nådde aldrig Mille Miglias publikmässiga status, då sträckan var mer begränsad. Dock ingick den i Sportvagns-VM mellan 1955 och 1973, och var näst efter Le Mans 24-timmars den finaste tävlingen. Efter 1977 års tävling lades den ned på grund av att banan hade blivit alldeles för farlig.

### Monza 1000 km
Monza höll även ett sportvagnsrace på banan, vilket i många år ingick i VM. Tävlingen lades ned efter att VM-serien lagts ned 1992, men återkom som en del av Le Mans Series i början av 2000-talet, innan bristande publikintresse fick arrangörerna att ta bort Italien från schemat.

## Övrigt

### Konstruktörer

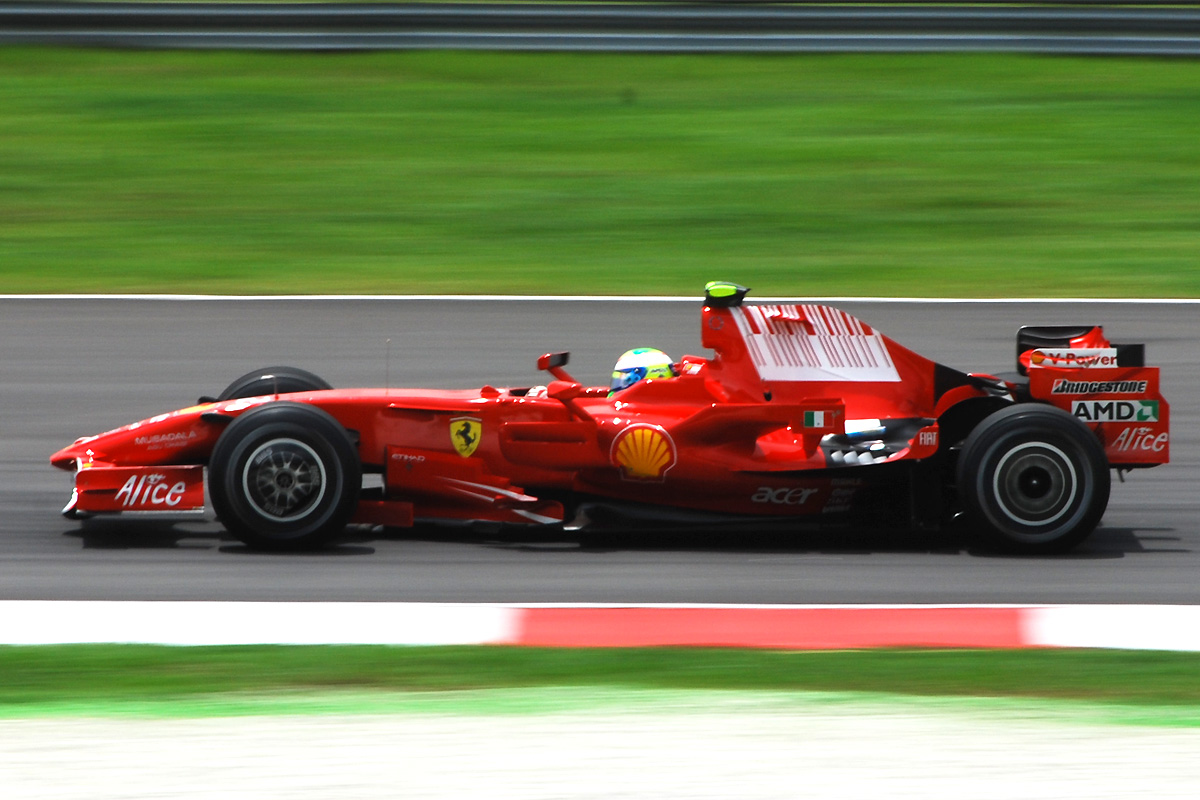
Felipe Massa kör en Ferrari i Malaysias Grand Prix 2008. Ferrari är det mest framgångsrika stallet i formel 1:s historia, och är dessutom en framgångsrik tillverkare av lyxbilar.

I motorsportens begynnelse var Alfa Romeo ett av de större teamen, med en fabrikssatsning, som dock avslutades efter den stora depressionen 1929. Alfa Romeo lät då Enzo Ferrari driva deras bilar med sitt eget stall Scuderia Ferrari, som körde som kundstall till Alfa Romeo fram till andra världskriget. Alfa och Ferrari nådde stora framgångar framförallt i början av samarbetet, men efter att Mercedes och Auto Union tagit över på banorna blev relationen frostigare, och efter att kriget avslutats började Ferrari bygga sina egna tävlingsbilar. 
Även Maserati kom att delta som konstruktör i Grand Prix-sammanhang efter kriget, men de äldre Alfa-modellerna från innan kriget kunde ge Scuderia Alfa Romeo VM-titlarna för förare såväl 1950 som 1951. Regeländringarna efter 1951 års säsong gjorde att bara formel 2-bilar var tillåtna i VM, och Alfa Romeo byggde ingen ny bil, vilket ledde till att Ferrari i stort sett tävlade mot sig själva säsongen 1952, med Alberto Ascari som dominant mästare. Säsongen 1953 kunde Maserati tack vare sin stjärnförare Juan Manuel Fangio bjuda på visst motstånd, men efter att ha vunnit de första två deltävlingarna 1954 med de nya formel 1-bilarna, lämnade Fangio Maserati för att inleda sitt kontrakt med Mercedes. 
Efter att Mercedes lämnat motorsporten kunde Ferrari och Maserati göra upp om 1956 års VM-titel, då Fangio, nu i Ferrari, besegrade Maseratis Stirling Moss och Ferraris Peter Collins efter en dramatisk avslutning på Monza. Italienska bilar kom även att vinna titlarna 1957, då Fangio vann VM för Maserati 1957, samt Mike Hawthorn efter en tuff batalj mot Moss och Vanwall 1958. Efter det var Tony Brooks nära att kunna ta VM-titeln för Ferrari 1959, men föll mot Jack Brabham med hans Cooper med en Climaxmotor monterad fram. De italienska tillverkarna hade det svårt att ta till sig det konceptet till en början, men med nya motorregler för säsongen 1961 anpassade sig Ferrari till den nya tiden, och Phil Hill tog hem VM-titeln för stallet, med Wolfgang von Trips som postumt tvåa efter dödsolyckan på Monza.
I början av 1960-talet kom Maserati att tappa mark till både Ferrari och de brittiska chassitillverkarna, vilket ledde till att man bara deltog som motorleverantör fram till slutet av 1960-talet, då man drog sig ur. Ferrari kunde vinna VM med John Surtees som förare 1964, då man även vann konstruktörsmästerskapet. Ferraris största framgångar kom emellertid i Le Mans 24-timmars, där man lade stor del av sin kraft på att vinna, och tävlade med framgång. Ända fram till att Ford kom fram med sin GT40 så var Ferraris satsning lyckad, men mot slutet av 1960-talet hade stallet ekonomiska problem, och vann varken i formel 1 eller i Le Mans. Som den sista italienska fabrikanten inom den internationella motorsporten, och med ett betydande kunnande när det gällde tillverkandet av sportbilar köpte Fiat verksamheten från Enzo Ferrari, vilket räddade Ferraris framtid. 
Under 1970-talet hade Ferrari en bra period, sedan man gett upp Le Mans, och fokuserat på formel 1-stallet. Niki Lauda vann förar-VM 1975 och 1977, innan Jody Scheckter blev världsmästare 1979. Ferrari tog dessutom hand om fyra konstruktörs-VM-titlar under perioden. Mot slutet av 1970-talet återvände Alfa Romeo till formel 1, men deras äventyr med turbomotor blev inte lika framgångsrikt som under världsmästerskapets första år.
Ferrari var snart åter den enda seriöst konkurrerande italienska tillverkaren, samtidigt som de allra flesta märkena hamnade under Fiats ägarskap, vilket i sin tur ledde till att de inte konkurrerade mot varandra. Under 1980 och 1990-talen vann Ferrari inte förar-VM en enda gång, vilket var ett stort misslyckande, och ledde till stora omvälvningar i ledningen efter Enzos död 1988.
Michael Schumacher kom till Ferrari 1996 och tog med sig många talangfulla tekniker och personal från italienskt ägda Benetton. Schumacher dominerade besluten i Ferrari som ingen annan förare tidigare gjort, och vann sedan fem raka VM-titlar 2000, 2001, 2002, 2003 samt 2004. Ferrari vann konstruktörs-VM såväl 1999 som dessa år, samt 2007 och 2008 med Kimi Räikkönen och Felipe Massa som förare. Räikkönen tog dessutom förartiteln 2007, medan Massa var en poäng ifrån titeln 2008.
Förutom Ferrari så är Scuderia Toro Rosso och Dallara de största tillverkarna av formelbilar i Italien. Dallara tillverkar chassin till IndyCar i USA, samt supportserien GP2 i Europa, samtidigt som man är den mest framgångsrika tillverkaren av formel 3-bilar. Toro Rosso vann Italiens Grand Prix på Monza med Sebastian Vettel som förare 2008, och körde tidigare som Minardi mellan 1985 och 2005.

### Förare

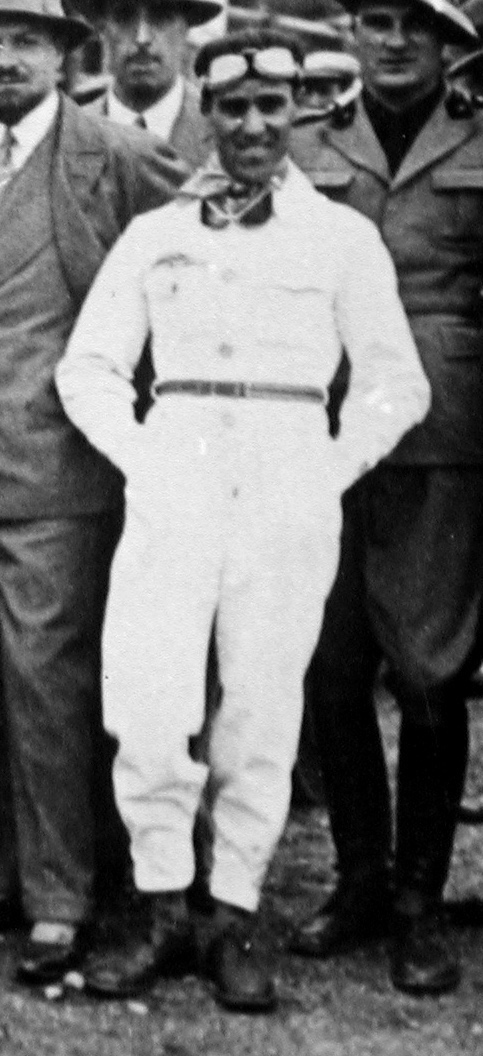
Tazio Nuvolari, ansedd som Italiens bästa racerförare genom alla tider.

Italienska förare tillhörde de allra mest framgångsrika under tiden mellan motorsportens initiala skede fram till strax efter andra världskriget. Flera italienskättade förare hade stora framgångar i det amerikanska nationella mästerskapet, samt i Indianapolis 500, och under framförallt Alfa Romeo och Enzo Ferraris team kunde italienska förare även bli framgångsrika i Grand Prix-tävlingar i Europa. Tazio Nuvolari blev europamästare 1932, och vann mängder av tävlingar och firade stora triumfer i Mille Miglia, bland annat genom sin ikappkörning av Achille Varzi, Le Mans 24-timmars, Tysklands Grand Prix 1935 mot de "oslagbara" tyska bilarna, samt Italiens Grand Prix vid flera tillfällen. Nuvolari anses ibland som den allra främsta föraren någonsin, men efter andra världskrigets slut drabbades han av sämre hälsa och kunde inte utnyttja sin talang fullt ut. Han avled av en stroke 1953.
Många andra italienska förare höll internationell toppklass innan krigets början, bland annat Achille Varzi med mängder av Grand Prix-segrar, samt Luigi Fagioli, som höll ut även efter kriget och vann ett Grand Prix så sent som 1951. Både Varzi och Fagioli dog på banan, i Varzis fall efter att ha kommit tillbaka från ett morfinberoende under kriget. Giuseppe Farina var även han en stor förare efter krigsslutet, och krönte sin karriär med att vinna det allra första officiella världsmästerskapet för förare 1950.
Antonio Ascari var den första italienska superstjärnan, men omkom i en olycka i Frankrikes Grand Prix 1925. Hans son Alberto kom att vinna Italiens Grand Prix för Ferrari, och sedan bli stallets stjärnförare och en värdig efterträdare till Nuvolari. Under säsongerna 1952 och 1953 kördes förar-VM med formel 2-bilar, och bara Ferrari och Maserati satsade fullt ut, men Ascari besegrade Farina bägge säsongerna, och Juan Manuel Fangio den andra säsongen, vilket gav honom två VM-titlar, och under dessa bägge säsongerna vann Ascari nästan allt han ställde upp i. En lönekonflikt med Enzo Ferrari gjorde dock att han lämnade teamet, och under 1954 och inledningen av 1955 nådde han inga bra slutresultat i VM-tävlingar. Farten fanns dock kvar, och efter att Ferrari tagit över Lancias formel 1-stall kom Ascari tillbaka. Innan han kom att utmana Fangio och Mercedes-Benz testkörde han vännen Luigi Villoresis sportbil på Monza, utan sin blå hjälm han hävdade skyddade honom. Med "fel" hjälm på sig drabbades han av en punktering och kraschade rakt in i skogen, där han avled.
Efter Ascari har ingen italiensk förare varit världsmästare, och även om Michele Alboreto ledde VM under andra halvan av 1985 års säsong, klarade han inte av pressen under de sista deltävlingarna, och blev tvåa, klart slagen av Alain Prost. Italienska förare har också haft svårt att få uppmärksamhet, då utländska förare i Ferrari varit de mest populära. Förutom Alboreto har bara Elio de Angelis och Giancarlo Fisichella vunnit mer än en VM-deltävling i formel 1 efter 1950-talets slut.
Utanför formel 1 har italienska förare haft framgångar i Le Mans 24-timmars och Champ Car. Emanuele Pirro var inte särskilt framgångsrik i formel 1, men vann Le Mans vid fem tillfällen under 2000-talets första decennium. Rinaldo Capello vann tävlingen vid tre tillfällen under samma decennium, men spridda framgångar har funnits även tidigare. 
Alex Zanardi vann CART-serien (senare Champ Car) i USA 1997 och 1998 för Chip Ganassi Racing. Efter att ha återvänt till formel 1 och misslyckats där, gjorde Zanardi en säsong i CART 2001, som slutade med att han blev av med båda benen i en våldsam krasch på Eurospeedway Lausitz i Tyskland, samma år som Michele Alboreto avlidit i en testkrasch inför Le Mans på samma arena. Zanardi kunde dock återvända och vinna tävlingar i WTCC, världsmästerskapet för standardvagnar. 
Inom racingen med standardvagnar blev Roberto Ravaglia den förste världsmästaren 1987, och efter det blev Fabrizio Giovanardi europamästare 2000, 2001 och 2002, innan Gabriele Tarquini tog hem titeln 2003. Tarquini kom sedan även att vinna WTCC 2009, efter att Giovanardi blivit brittisk mästare vid två tillfällen.    
Ingen italiensk förare har dock vunnit Formel 1-VM sedan 1953, och man har haft stora problem med återväxten på förarsidan, vilket gör att torkan ser ut att vara ännu längre.